# Rue Denfert-Rochereau (Noisy-le-Sec)
Pour les articles homonymes, voir Rue Denfert-Rochereau.
La rue Denfert-Rochereau à Noisy-le-Sec est une voie de communication de cette ville,.

## Situation et accès
Cette rue est accessible par la gare de Noisy-le-Sec, mise en service en 1849.

## Origine du nom

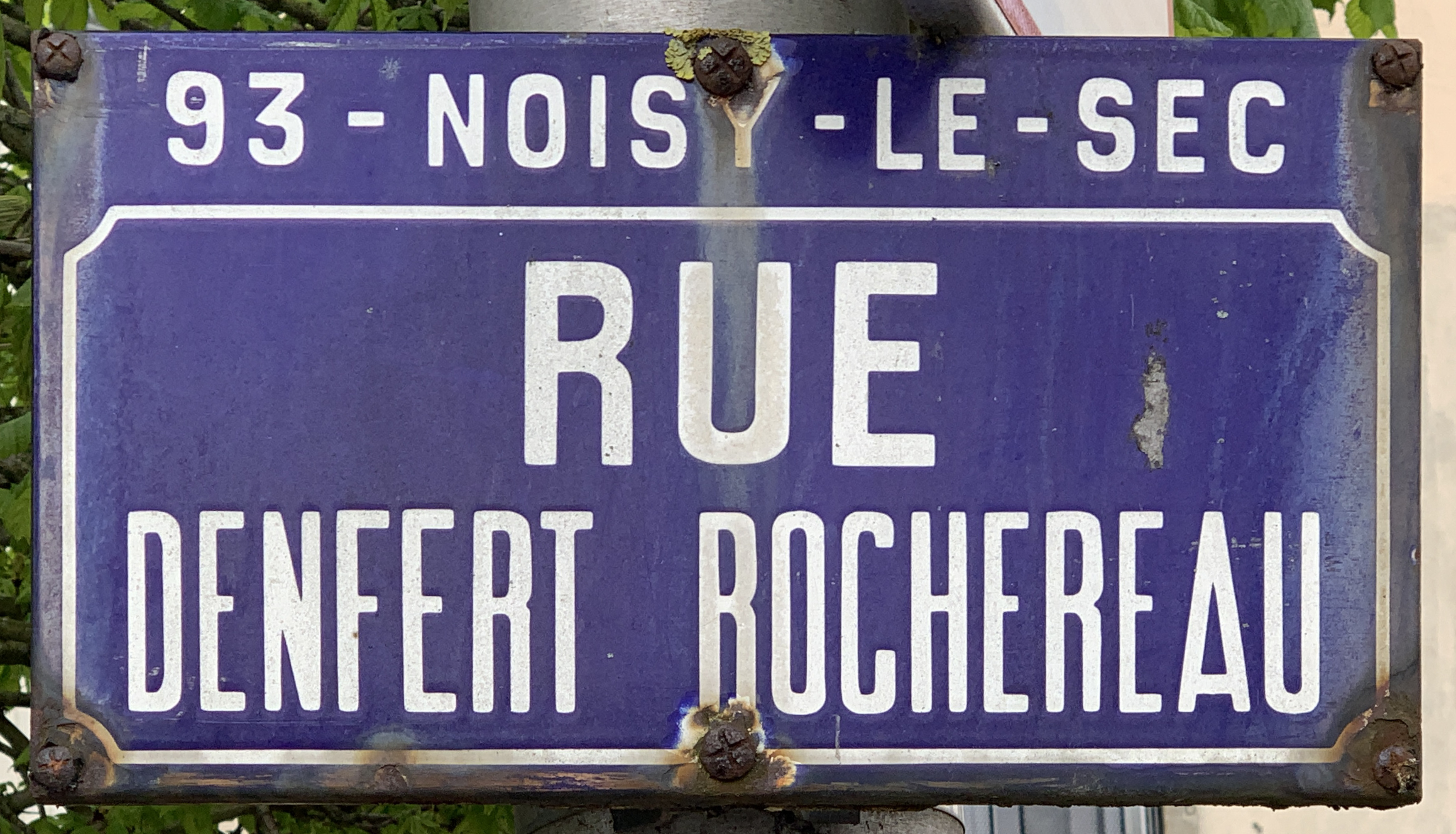
Plaque rue Denfert-Rochereau.

Le 5 novembre 1888, elle perd son nom de rue d'Enfer pour être renommée en l'honneur de Pierre Philippe Denfert-Rochereau, officier supérieur et député français, qui dirigea la résistance durant le siège de Belfort pendant la guerre franco-allemande de 1870.
Sa partie ouest qui s'étendait à la rue Jean-Jaurès a pris en 1935 le nom de rue Henri-Barbusse,.
Notons que la rue Denfert-Rochereau à Paris s'appelait aussi rue d'Enfer et fut ensuite renommée rue Henri-Barbusse.

## Historique

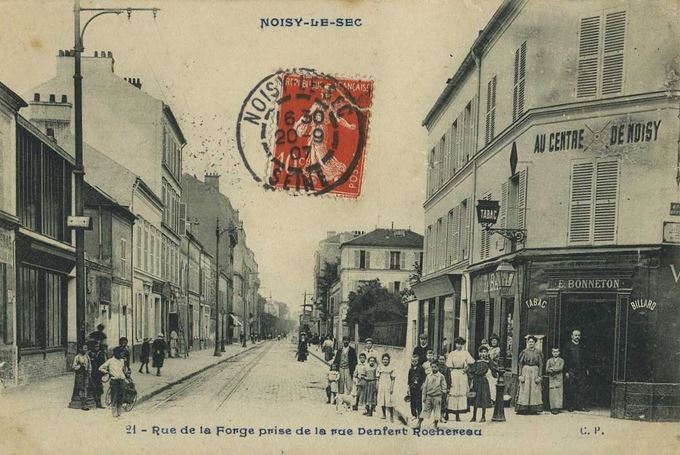
Noisy le Sec: rue de la Forge (aujourd'hui rue Jean-Jaurès) prise de la rue Denfert-Rochereau.

Cette voie de communication apparait sur un plan de 1810, portant le nom de Chemin du bout d’en bas à Merlan. Elle devient ensuite le chemin vicinal ordinaire n° 5, et on lui attribue le nom de rue d'Enfer.
Elle a été bombardée dans la nuit du 18 au 19 avril 1944.

## Bâtiments remarquables et lieux de mémoire
- Emplacement d'une usine à gaz d'éclairage, ouverte en 1869.
- Gymnase d'Estienne d'Orves, ouvert en 1966[7].
- Ancienne école de garçons, ouverte par les Frères de la Doctrine Chrétienne. C'est aujourd'hui une école maternelle.
- Emplacement de la croix des petits Noyers, détruite à la suite d'une délibération du conseil municipal en date du  12 août 1896 qui ordonnait de « ... procéder à l’enlèvement des croix et calvaires élevés sur la voie publique »[8]. Les protestations de la population entraînèrent la défaite de l'équipe municipale aux élections suivantes[9].